# Huniade
Huniade (latină Huniades, maghiară Hunyadi, Hunyady):
- Familia Huniade
  - Ioan Huniade
  - Ladislau Huniade
- Castelul Huniade din Timișoara